# 曾家镇 (重庆市)
曾家镇，是中华人民共和国重庆市沙坪坝区下辖的一个乡镇级行政单位。

## 行政区划
曾家镇下辖以下地区：
曾家社区、龙荫社区、五里社区、汤家社区、龙桥社区、龙台社区、双龙村、农安村、白林村、虎峰山村、清明村、福来村和五里冲村。